# Trouillas
Trouillas (på Catalansk: Trullars) er en by og kommune i departementet Pyrénées-Orientales i Sydfrankrig.

## Geografi
Trouillas ligger på Roussillon-sletten 17 km sydvest for Perpignan centrum. Nærmeste byer er mod vest Thuir (6 km), mod nord Ponteilla (2 km), mod sydøst Villemolaque (4 km), mod syd Passa (6 km) og mod sydvest Fourques (5 km).

## Demografi

### Udvikling i folketal
| 1962                                                              | 1968  | 1975  | 1982  | 1990  | 1999  | 2007  | 2012  | 2017 |
| ----------------------------------------------------------------- | ----- | ----- | ----- | ----- | ----- | ----- | ----- | ---- |
| 1.088                                                             | 1.073 | 1.070 | 1.144 | 1.272 | 1.424 | 1.554 | 1.875 | -    |
| Tal fra og med 1962 er uden dobbelttælling (sans doubles comptes) |       |       |       |       |       |       |       |      |